# NGC 4441
NGC 4441 is een balkspiraalstelsel in het sterrenbeeld Draak. Het hemelobject werd op 20 maart 1790 ontdekt door de Duits-Britse astronoom William Herschel.

## Synoniemen
- UGC 7572
- MCG 11-15-56
- ZWG 315.39
- IRAS 12250+6504
- PGC 40836